# Baniana cohaerens
Baniana cohaerens là một loài bướm đêm trong họ Erebidae.